# Antipatriottisme

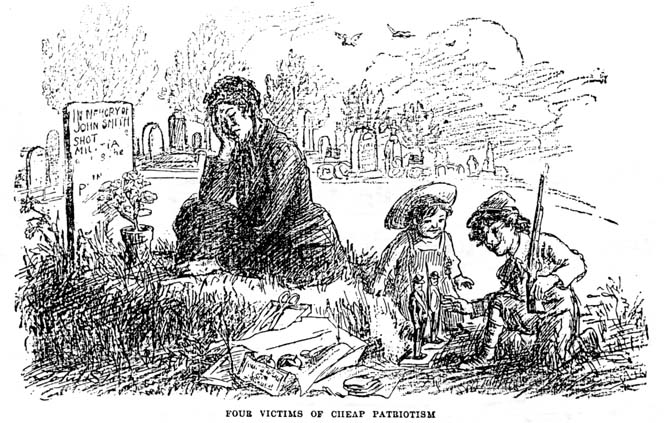
Four Victims of Cheap Patriotism (1910). Anti-oorlog-cartoon van een weduwe die rouwt om de dood van haar echtgenoot terwijl haar kinderen met een speelgoedgeweer en soldaatjes spelen.

Antipatriottisme is een ideologie die zich kant tegen het patriottisme. Antipatriotisme ontstond als een (anarchistische) beweging tegen ongebreideld patriottisme (chauvinisme of Jingoïsme), waarbij de feitelijke beweegredenen uiteenlopend kunnen zijn.
Antipatriottisme gaat vaak gepaard met kosmopolitische ideeën en is nauw verwant met het antinationalisme. Waar sommigen vinden dat land van herkomst, volk, taal of regio onlosmakelijk deel uitmaken van iemands individualiteit, en het onderdrukken van uitingen daarvan autoritair noemen, hebben sommige antipatriottisten de overtuiging dat patriottisme verkeerd is, omdat deze ideologie ervan uitgaat dat ieder lid van de natie zijn individualiteit ondergeschikt moet maken aan de liefde voor het vaderland of zich moet opofferen voor het vaderland. Daarnaast verzet het antipatriottime zich ook tegen het vaak met patriottisme gepaard gaande autoritarisme. Anderen hangen het antipatriottisme aan vanuit een pacifistische of antimilitaristische overtuiging, omdat ze van mening zijn dat patriottisme tot geopolitieke spannen leidt en als gevolg daar oorlogen kan ontketenen.
Men gebruikt soms de termen "kosmopolitisme" of "wereldburgerschap" als synoniemen voor "antipatriottisme" omdat deze laatste term als pejoratief wordt gezien door zij die het patriottisme of nationalisme verdedigen.

## Citaten in verband met antipatriottisme
А  потому  для  того,  чтобы  уничтожить  войну,  надо  уничтожить патриотизм.
Om een einde te maken aan oorlog moet daarom een einde worden gemaakt aan patriottisme.
— Leo Tolstoj, Патриотизм или мир? (Patriottisme of oorlog?) (1896)